# Tanjung Toram
Tanjung Toram is een bestuurslaag in het regentschap Padang Lawas Utara van de provincie Noord-Sumatra, Indonesië. Tanjung Toram telt 577 inwoners (volkstelling 2010).